# 2012年夏季殘疾人奧林匹克運動會自行車混合公路個人計時賽
2012年夏季殘疾人奧林匹克運動會的混合公路個人計時賽於9月5日在倫敦布蘭茲哈奇賽道舉行，本項目只有1個由2個運動級別合併而成的混合級別，並產生1面金牌。

## 比賽分級
單車比賽的選手會根據他們殘障的種類及程序分級，以確保選手們能夠與殘障程度相似的選手比賽。
本項目的殘障分級如下：
- T1-2：因不同原因的殘障而導致不能維持平衡，需要使用三輪車比賽。數字愈細，殘障程度愈大。

## 賽程
所有時間為英國夏令時間 (UTC+1) 
| 日期   | 時間  | 階段       |
| ------ | ----- | ---------- |
| 9月5日 | 14:30 | T1-2級決賽 |

## 比賽成績
| 排名 | 選手 | 時間 |
| ---- | ---- | ---- |

## 外部連結
- 2012年殘奧會單車比賽時間表（英文）